# 007 : Quitte ou double
Pour les articles homonymes, voir Quitte ou double.
 (juillet 2020).
Si vous disposez d'ouvrages ou d'articles de référence ou si vous connaissez des sites web de qualité traitant du thème abordé ici, merci de compléter l'article en donnant les références utiles à sa vérifiabilité et en les liant à la section « Notes et références ».
007 : Quitte ou double (007: Everything or Nothing en version originale) est un jeu vidéo de tir en vue à la troisième personne comprenant des séquences de jeu de course, sorti en 2004. Il est co-développé par THX et EA Redwood Shores et édité par Electronic Arts. Il met en vedette l'agent secret d'Ian Fleming, James Bond, également connu sous son nom de code, 007. Comme dans les jeux vidéos précédents (007 : Espion pour cible et 007: Nightfire), le célèbre agent anglais est représenté, pour la dernière fois, sous les traits de Pierce Brosnan. C'est également le dernier jeu de la série James Bond à posséder un titre et une histoire originale jusqu'à la sortie de Blood Stone 007 en 2010.

## Trame

### Synopsis
L'histoire commence de nuit dans un temple transformé en lieu militaire, situé dans les montagnes du Pamir au sud-est du Tadjikistan. James Bond a pour mission de récupérer une valise contenant une bombe nucléaire, qui provient du stock de l'ex-armée soviétique. Un haut-gradé militaire souhaite la vendre au prix de 100 millions de dollars à une organisation criminelle. James Bond, déjà infiltré sur les lieux, fait diversion au moment de la transaction et tire sur un missile, ce qui provoque une grosse explosion. Les leaders des deux camps imaginent alors qu'ils sont tombés dans un piège et ouvrent le feu. Durant les échanges de tirs, les deux leaders s'enfuient mais les militaires corrompus laissent la valise sur place. 007 la récupère puis, après avoir neutralisé et abattu tous les ennemis de la zone, un hélicoptère du MI-6 arrive sur place pour l'extraire.
Quelque temps après, James Bond a une nouvelle mission : il doit retrouver la trace du Docteur Katya Nadanova qui a été enlevée par un Général. Cette scientifique d’Oxford travaillait sur un projet top-secret appelé « nano-robots », une technologie prototype de machine microscopique. Le MI-6 retrouve sa trace dans un complexe militaire établi dans un barrage au cœur du Sahara égyptien. Pour cette nouvelle mission, Q présente à 007 un gadget habituel mais amélioré : le lance-grappin. Il lui confit également un tout nouveau véhicule parfaitement adapté aux terrains désertiques : le Porsche Cayenne Turbo. Il est muni de mitrailleuses à l'avant et de missiles à détection de chaleur.
Après s'être infiltré dans la base, Bond détruit le laboratoire où les nano-robots volés étaient stockés, situés en haut du barrage. Il descend en rappel et arrivé en bas, il voit le Dr Nadanova monter de force dans un train. 007 décide de prendre en chasse le train fonçant à vive allure dans le désert. Bond rattrape le train avec son véhicule et monte furtivement à bord  par une trappe située au-dessus. Il doit alors progresser à travers les wagons afin de retrouver Katya Nadanova. Il y rencontrera une vieille connaissance, son ennemi de toujours : Requin. Après un rude combat, 007 parvient à l'électrocuter et fuir du wagon. Il retrouve le docteur Nadanova mais le Général qui l'a enlevé s’enfuit en hélicoptère avec les nano-robots. Après que ce dernier a détruit un pont, le train menace de dérailler. Bond et Katya montent dans un autre hélicoptère et se lancent à la poursuite du Général à travers des paysages et monuments égyptiens. Ils parviennent à la base du général et la détruisent à l'aide de l'hélicoptère. Bond ramène ensuite Katya Nadanova chez elle en sécurité puis repart. Katya est rejoint par Nikolaï Diavolo, un ex-agent du KGB, disciple de Max Zorin (visible dans le film Dangereusement vôtre). On apprend que l'enlèvement du docteur Nadanova était un leurre et que Diavolo est à la tête de cette mascarade. Par ailleurs, Nadanova a gardé un échantillon des nano-robots pour le plan de Diavolo.
De retour au QG du MI-6 en Écosse, Bond retrouve M qui lui décrit sa prochaine mission. L'agent 003 (Jack) enquêtait au Pérou sur les agissements d'un certain Nikolaï Diavolo mais celui-ci ne donne plus signe de vie. Il était aidé de Serena Sainte-Germaine, une géologue. M envoie donc Bond au Pérou afin de retrouver 003 et d'enquêter sur Diavolo. Avant de partir, 007 se rend à la section Q pour y retirer son nouvel équipement. Il lui présente des fausses pièces dissimulées en grenade, un drone araignée et une nouvelle moto pour tous les Agents 00 : la Triumph Daytona 600 équipée de missiles à l'avant et de lance-flammes sur les côtés.
Bond par alors au Pérou dans la petite ville de Puerto Viejo (ville fictive) afin de se rendre à la cachette de 003. Cependant, la police locale semble être au courant de l'arrivée de l'agent secret et surveillent la ville et les alentours. 007 arrive chez Jack mais personne n'est présent. Le téléphone sonne et une certaine Serena, qui croit avoir 003 au bout du fil, l'informe avoir trouvé des informations et l'attend à l'hôtel où elle loge. Bond part à sa rencontre et lorsqu'il arrive au point de rendez-vous, Serena le prévient que Jack était parti mener une enquête dans une vieille forteresse en dehors de la ville. Elle ajoute également que Diavolo contrôle les autorités sur place. Ils partent donc tous les deux à la forteresse. Ils arrivent au pied d’une falaise bien gardé. Bond neutralise les gardes et demande à Serena de l’attendre. Il progresse dans les galeries d’une ancienne mine afin de déboucher en haut de la falaise et enfin atteindre la forteresse. Une fois à l'intérieur de la fortification, Bond souhaite retrouver 003. Il évolue dans les ruines jusqu'à découvrir un chemin qui le mène à Jack et découvre qu'il s'est fait prisonnier par Diavolo et ses sbires. Ce dernier l’interroge sur ce qu’il a découvert, avant de le tirer dessus. Bond essaye de le sauver mais en vain. Avant de mourir, 003 lui dit de se rendre à la Nouvelle-Orléans, car Diavolo y complote quelque chose. Bond doit maintenant se débrouiller pour sortir de la forteresse. Arrivé au bord de la falaise (culminant à plusieurs centaines de mètres d’altitude), un hélicoptère l’y attend. À bord se trouve Serena et le docteur Nadanova. Bond comprend désormais que Nadanova est de mèche avec Diavolo. Celle-ci pousse Serena dans le vide. Bond tente de lui éviter la mort à tout prix. Il saute donc à son tour et parvient à sauver Serena in extremis d'une chute fatale. Arrivé en bas, ils décident de voler un char afin de ce mettre en sécurité. Serena pilote tandis que Bond tire sur les forces ennemis. Ils arrivent à se rendre à la cachette de 003 et Bond demande à Serena d'attendre son retour. Q informe à 007 que l'avion du MI-6 vient d'être détecté à l’aéroport, ils doivent décoller au plus vite. Bond prend donc la moto de 003 et part en direction de l'aéroport. Arrivé sur place, il parvient à monter à bord.

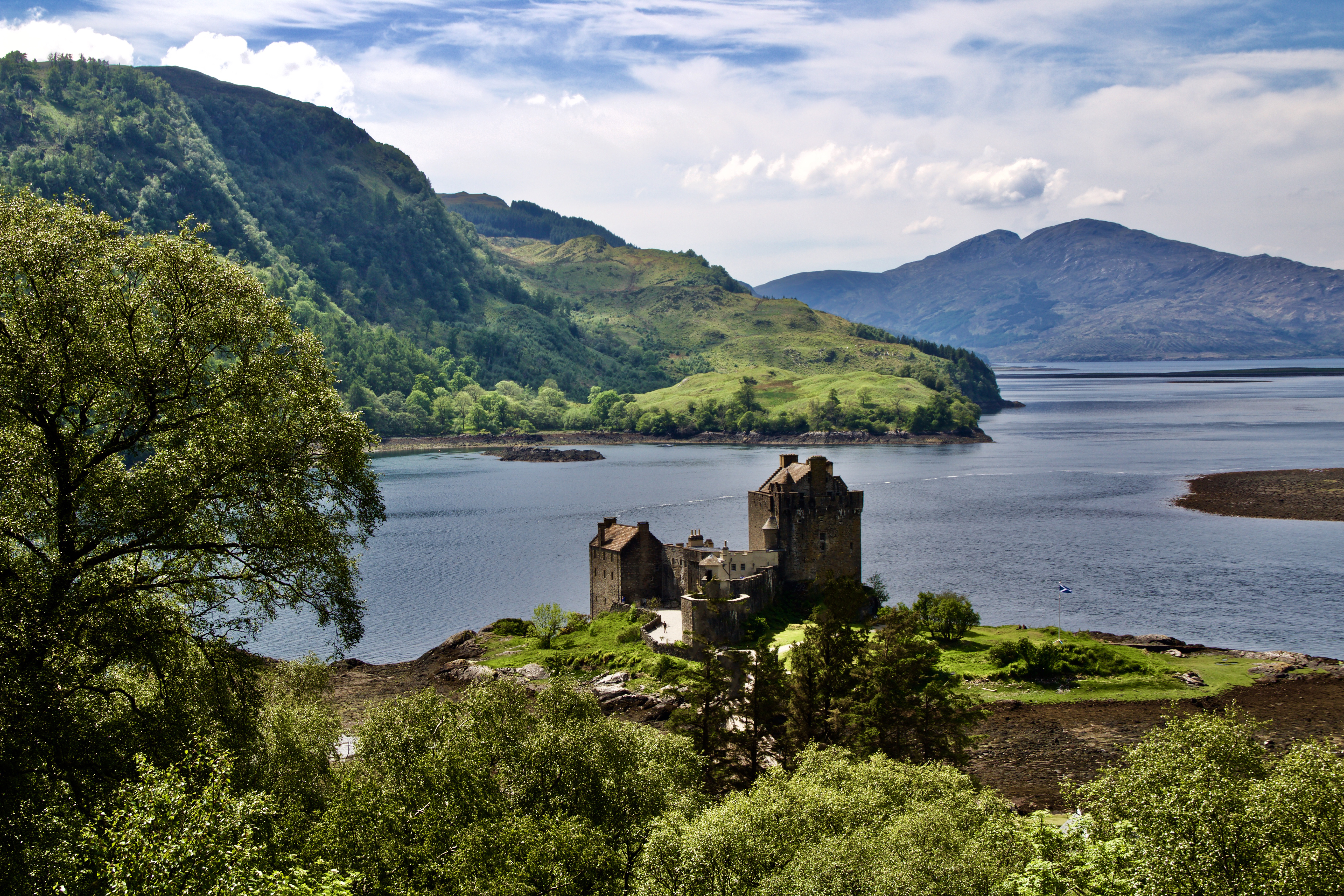
Château Eilean Donan, QG temporaire du MI-6 dans le jeu.

De retour au MI-6, 007 récupère son nouvel équipement, ainsi que son Aston Martin Vanquish contenant de nombreux gadgets. Q lui présente la « nano-tenue », un camouflage lorsqu'il est à pied (identique à celui installé sur l'Aston Martin du film Meurs un autre jour). Le drone araignée est amélioré : il est muni d'une charge explosive.
Bond part immédiatement à La Nouvelle-Orléans. Il doit rencontrer un agent de la NSA : Mya Starling, qui travaille en couverture comme chanteuse dans un Night Club appartenant à Arkady Yayakov, un criminel de guerre qui entretient certaines relations avec Diavolo. Cependant, ça ne se passe pas comme prévu. Bond et Mya devaient se rejoindre dans un parc mais risquant de révéler sa couverture elle ne peut se s'y rendre. Elle contacte donc Bond et lui explique comment s'infiltrer dans le complexe de Diavolo. En utilisant les indications de Mya, il parvient ainsi à s'infiltrer dans le complexe qui est situé dans la zone industrielle de la ville. Arrivé sur place, il fixe des émetteurs sur des camions afin de les pister et surprend une conversation entre Diavolo et l'un de ses hommes. Il lui révèle que ce dernier a découvert la couverture de l'agent Starling. Bond doit alors rattraper l'homme de main qui part avec une limousine et ainsi découvrir le nom du club de Yayakov. Il prend donc son Aston Martin et après une course poursuite dans la ville, 007 rattrape la limousine et parvient à l'arrêter. Il interroge l'homme de main qui lui donne le nom du club appelé le « Kiss Kiss Club ». Bond repart aussitôt. Arrivé au club de Yayakov, 007 se voit refuser le droit d'entrer car il n'est pas sur la liste des invités. Il cherche alors un autre moyen de rentrer. Une fois à l'intérieur, l'agent Starling est prise en otage par Yayakov, qui veut l'éliminer. Bond doit poursuivre Yayakov dans la boîte de nuit. Il le suit et arrivé dans un cimetière situé juste à côté du club, Yayakov confit cette mission à Jean Le Rouge, un tueur à gage qui emmène Mya dans un crématorium[pas clair]. Bond doit traverser le cimetière afin de se rendre au crématorium et doit ensuite affronter Jean Le Rouge qui est muni d'une arbalète à pompe. Après avoir sauvé Mya, Bond doit se rendre à sa cachette pour y récupérer son Aston Martin. Mais les hommes de Yayakov ont placé une bombe dans la limousine qu'utilisent les deux agents pour s'enfuir. Après que Mya ait désamorcé la bombe, Bond fonce se rendre à sa cachette puis récupère l'Aston Martin. Il part ensuite avec Mya au complexe de Diavolo pour le détruire. Après l'avoir démolit, il doit ramener Mya chez elle, mais les hommes de Yayakov vont tout faire pour l'en empêcher.

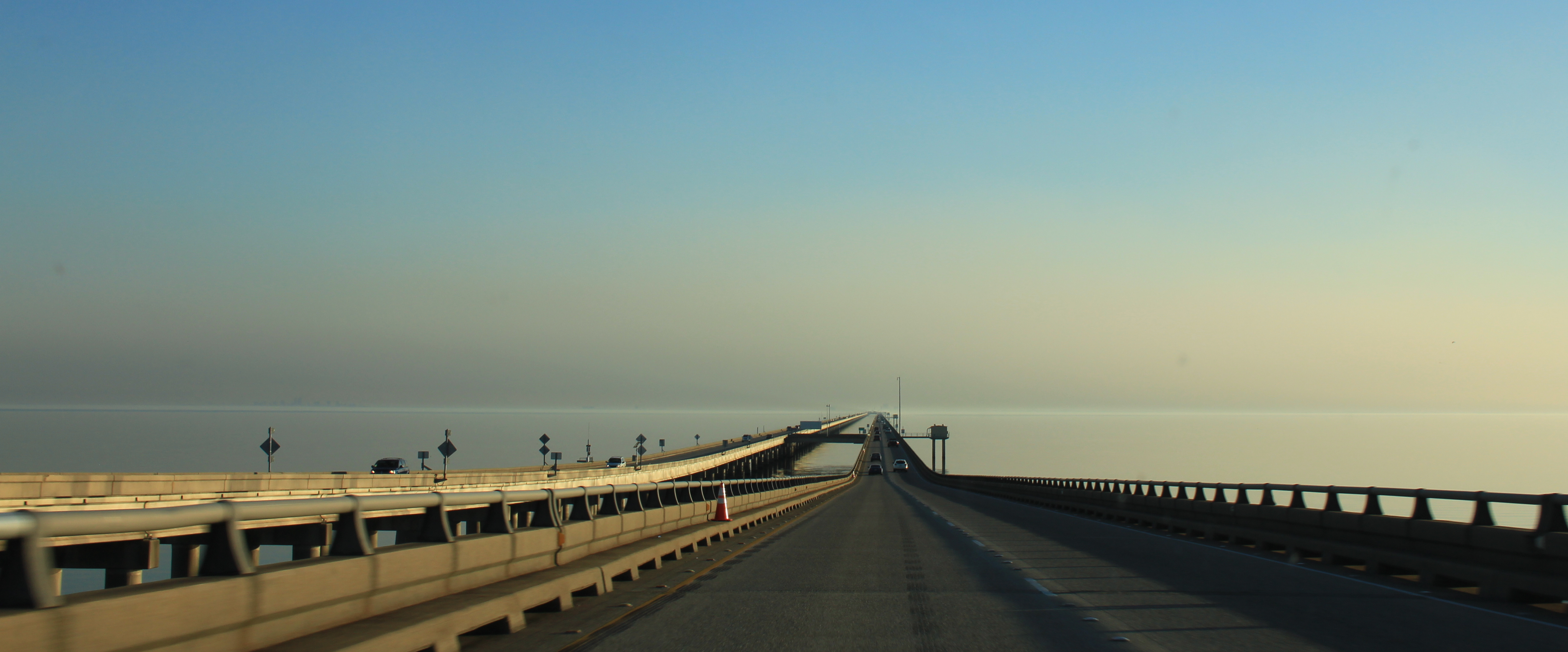
Pont de Pontchartrain.

Le radio-pistage des camions de l'entrepôt a conduit 007 dans une ancienne plantation créole situé dans le bayou. Il y voit Diavolo accompagné de Katya Nadanova et Yayakov. Après leur départ, Bond entre dans le bâtiment délabré de la plantation, y progresse et découvre le plan de Diavolo. Il veut faire un test avec les nano-robots : détruire les digues qui protègent la Nouvelle-Orléans afin d'inonder la ville. Dans son laboratoire situé au cœur de la plantation, Yayakov expérimente les nano-robots créés par le Docteur Nadanova. Bond y parvient et doit détruire ce laboratoire ainsi qu'éliminer Yayakov. En ressortant du laboratoire en flammes, 007 manque de se faire écraser par Requin, au volant d'un camion-citerne rempli de nano-robots. Si le camion parvient à entrer dans la ville, des centaines de personnes mourront. Bond part alors à la poursuite de Requin sur le pont de Pontchartrain avec sa Triumph Daytona 600. Après une course poursuite à haute vitesse sur le pont, Bond parvient à neutraliser le camion qui coule au fond du lac.
James Bond revient au MI-6. Q a étudié les nano-robots modifiés par Yayakov et affirme qu'au départ, ils avaient été créés pour réparer des réacteurs nucléaires. Mais après que Yayakov les a modifiés, ils détruisent tous les métaux avec lesquels ils sont en contact. Avec ces nano-robots, Diavolo peut anéantir tout ce qu’il souhaite : barrages, ponts, bâtiment, villes, etc. Bond entreprend alors de retourner au Pérou afin d'y retrouver Serena Saint-Germaine et de découvrir la prochaine cible de Diavolo.
007 rejoint à nouveau Serena à Puerto Viejo. Elle lui informe que Diavolo organise une course de voitures et que le vainqueur pourra dîner avec lui. Bond décide alors de s'infiltrer discrètement dans la villa de Diavolo et de récupérer la tenue de l'un des pilotes. Après avoir pris la place de l'un d'entre eux et être monté à bord de l'une des Subaru Impreza WRX de course, Bond doit absolument gagner afin d'obtenir une entrevue avec Diavolo. Il fonce donc sur le circuit qui se situe dans la petite ville et gagne la course. Il va maintenant pouvoir rencontrer Diavolo. Cependant, ce dernier n'est pas dupe et reconnait Bond. Il le fait prisonnier, ainsi que Serena qui l'a accompagné. Bond s'évade du bureau de Diavolo et récupère Serena saine et sauve. Alors qu'ils s’apprêtaient à s'évader de la demeure, des véhicules de la police péruvienne arrivent sur les lieux et bloque l'accès à la voiture de Bond. Heureusement, Q a tout prévu et a équipé le Porsche Cayenne d'une charge explosive à distance. Bond fait explosé le 4x4 et monte avec Serana à bord de la voiture de course. Une fois Serena en sécurité chez elle, 007 prend sa moto pour se rendre à la mine de platine dont Serena lui a parlé. Cependant, la route de la mine est bloquée et Bond doit utiliser des chemins non conventionnels pour s'y rendre. Après être passé par les toits, Bond rentre dans la mine où Diavolo extrait le platine, mais il se fait encore capturer. Diavolo explique alors son plan. Il veut se rendre à Moscou afin de prendre le contrôle de la ville et de la Russie à l'aide de chars munis d'un revêtement en platine. Diavolo et Katya partent pour Moscou et laisse Bond attaché. Après s'être libéré, il doit démolir la mine. Il décide donc de détruire le système de ventilation qui, grâce aux particules de métal dans l'air, fera exploser toute la mine. Toutefois, il a un délai assez court afin de pouvoir s'enfuir sereinement.

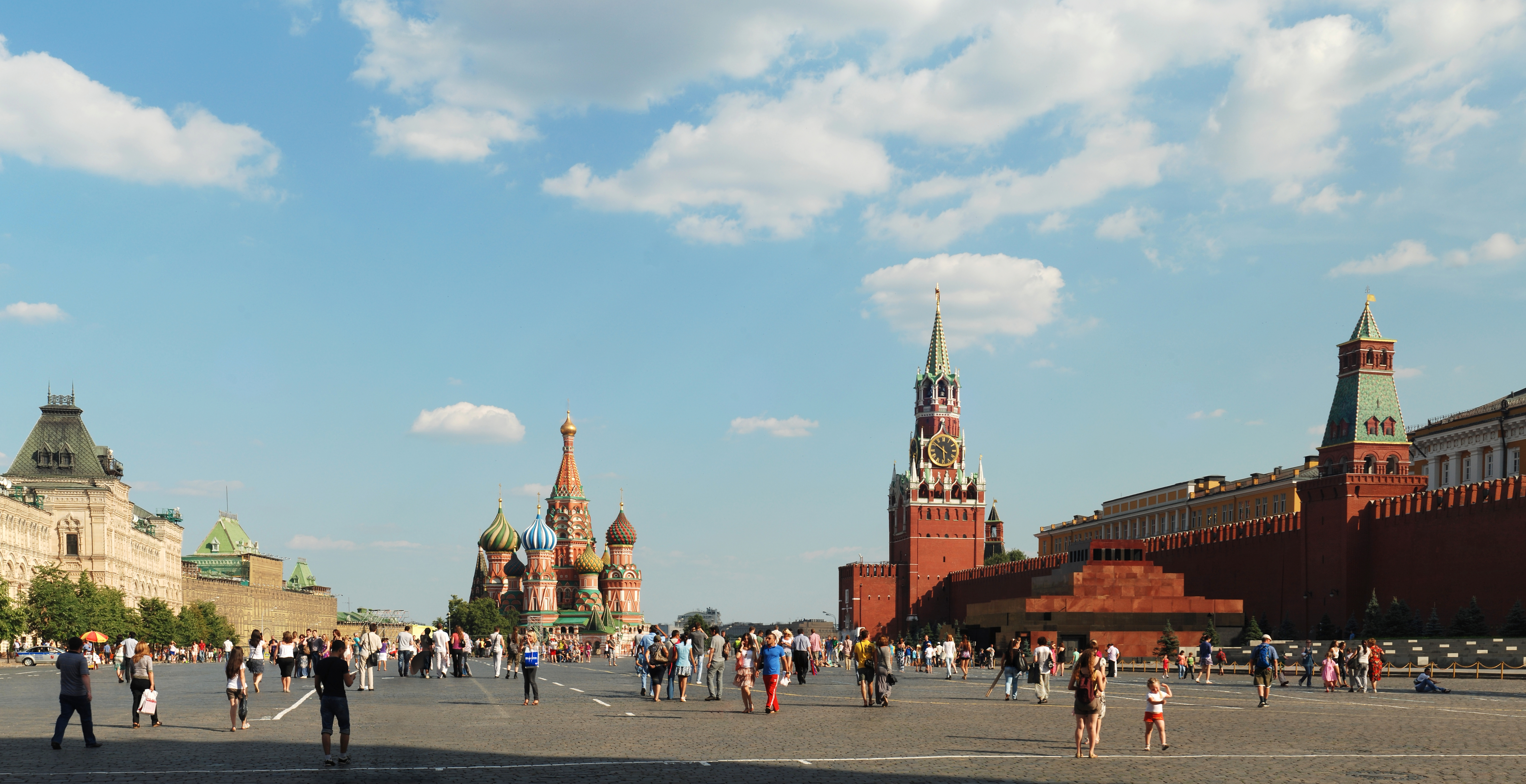
Place Rouge, Kremlin & Cathédrale Sainte Basile : décors final du jeu.

Après avoir enseveli la mine de platine, James Bond se rend à Moscou, en Russie, avec Serana. Diavolo a envoyé son armée de chars en platine sur la Place Rouge et tente de pénétrer dans le Kremlin. Bond prend place dans l'un des chars. Il doit empêcher Diavolo de faire sauter une bombe chimique sous le Kremlin et d'y entrer. Après avoir neutralisé la bombe et une partie de l'armée de chars, le MI-6 découvre une base secrète située sous l'entrepôt de Diavolo. 007 trouve l'accès et doit descendre par un énorme puits d'ascenseur. Après avoir descendu quelques mètres à l'aide de son grappin, il arrive sur l'une des deux plate-formes de l'ascenseur et doit le remettre en fonctionnement pour progresser et continuer à descendre dans le puits. Une fois l'ascenseur remis en service, Bond est accueilli par Katya et décide de le tuer. Bond, pris au piège, tire sur les freins de l'ascenseur qui commence une descente vertigineuse à haute vitesse. Requin arrive sur la plate-forme, armé d'un lance-flammes. Un ultime combat a lieu entre les deux rivaux. Après avoir neutralisé le lance-flamme de Requin, 007 s'installe à bord de la cabine d'un avion de chasse, déjà présent sur la plate-forme de l'ascenseur, et active l'éjection du siège. La plate-forme s'écrase au fond du puits avec Requin. Bond redescend jusqu'en bas à l'aide du parachute du siège éjectable. Arrivé en bas de la cage d'ascenseur, Bond doit progresser dans un hangar souterrain où sont entreposés des chars et des avions. Après avoir traversé le hangar, 007 découvre l'antre de Diavolo sous Moscou : un bunker souterrain secret de l'ex-armée soviétique. Il doit maintenant empêcher Diavolo de lancer d'anciens missiles de la guerre froide dont les têtes nucléaires ont été échangées par des charges de nanotechnologies. Une fois sa mission accomplie, Bond doit remonter à la surface avec la deuxième plate-forme. Cependant, un avion de chasse arrive au niveau de la plate-forme, piloté par Diavolo et Nadanova. 007 doit les affronter dans la cage d'ascenseur. Bond parvient à éliminer l'avion de combat qui s'écrase également au fond du puits, mais quelqu'un a activé un siège éjectable. Revenu à la surface, 007 doit maintenant désactiver un dernier missile mis en route depuis une tour de télémétrie. Il progresse dans les hangars jusqu'à retrouver Diavolo, qui a survécu au crash de l'avion. Il parvient à le tuer en le faisant tomber dans le silo du missile. Bond doit impérativement détruire le missile, lancé par Diavolo. Une fois le missile détruit, Bond retrouve Serena sur la place Rouge. La mission est un succès, le monde est une nouvelle fois sauvé par l'agent 007.

### Personnages

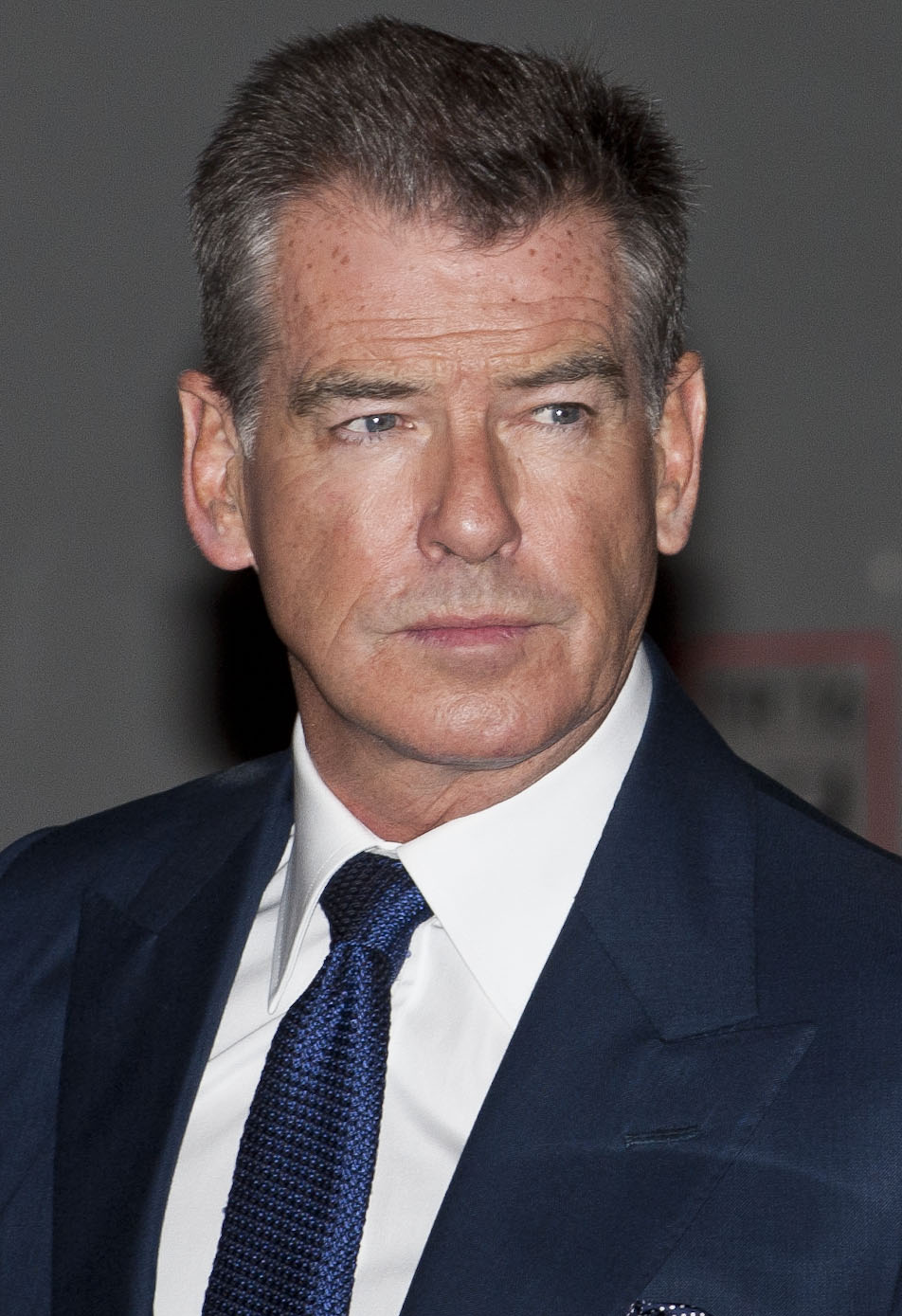
Pierce Brosnan dans le rôle de James Bond.

- James Bond 007, interprété par Pierce Brosnan : l'un des meilleurs agents secrets opérant pour le MI-6, l'agence de renseignement britannique.
- Serena Sainte-Germaine, interprétée par Shannon Elizabeth : géologue américaine, elle soutiendra le MI-6 dans le combat contre Nikolaï Diavolo.
- Mya Starling, interprétée par la chanteuse Mýa : agent de la NSA se faisant passer pour une chanteuse de boîte de nuit afin d'enquêter sur les activités de Diavolo à La Nouvelle-Orléans.
- Nikolaï Diavolo, interprété par Willem Dafoe : ex-agent du KGB, désabusé par l'occidentalisation de son pays natal, il est le disciple de Max Zorin (ennemi de Bond dans le film Dangereusement vôtre). Ennemi juré de 007, il veut prendre le contrôle de la Russie puis de l'Europe à l'aide des nano-robots.
- Katya Nadanova, interprétée par Heidi Klum : brillante scientifique qui a supervisé le projet sur la nanotechnologie, classé top secret. Ayant fait ses classes à Oxford, son intelligence n'a d'égale que sa beauté. Enlevée par un général russe, Bond est chargé de la retrouver elle et les nano-robots. Mais elle rejoint finalement Nikolaï Diavolo et devient l'ennemie de son sauveur.
- M, interprétée par Judi Dench : en tant que directrice du MI6, elle est responsable de toutes les opérations et de tous les agents. Elle est la supérieure de James Bond et lui fournit souvent des informations et des conseils de la plus haute importance.
- Q, interprété par John Cleese : intendant du MI-6, Q doit mettre au point des armes, des véhicules et des gadgets pour les agents 00. Extrêmement doué pour le matériel de camouflage, Q est souvent irrité par la manière dont 007 traite les équipements qu'il lui fournit.
- R (Miss Nagaï), interprétée par Misaki Itō : Assistante de Q.
- Requin, interprété par Richard Kiel : vieil ennemi de James Bond, l'homme aux mâchoires d'acier, entré au service de Diavolo, est impatient de recroiser le chemin de son ennemi de toujours.
- Le Général :
- Arkady Yayakov
- Jean Le Rouge : parrain de la mafia locale de la Nouvelle-Orléans et d'origine française, il travaille pour Yayakov. Le Rouge est armée d'une arbalète à pompe à carreaux explosifs. Il affrontera Bond dans un crématorium.
- 003 (Jack) :

## Système de jeu
Le gameplay de 007 : Quitte ou double se base sur une alternance entre des séquences de jeu d'action, de tir à la troisième personne et de conduite de véhicules dans lequel le joueur évolue dans des environnements en trois dimensions. Le jeu comprend un mode solo et un mode multijoueur.
Dans les phases en vue à la troisième personne, le personnage peut se livrer à des scènes de tir et de combat au corps-à-corps. Il peut faire des mouvements tel que se mettre accroupie, effectuer des roulades ainsi que se mettre à couvert derrière un mur, ou encore effectuer certaines actions contextuelles tel que prendre ou utiliser des objets. Le joueur peut saisir, lancer ou frapper les ennemis avec des objets contondants comme des clés anglaises, des marteaux, des pieds-de-biches, etc. Il peut également trouver des clés pour ouvrir des portes verrouillées[réf. nécessaire]. Tandis que dans les phases de conduite de véhicule, les séquences ont principalement un objectif spécifique. Suivant le véhicule utilisé, le joueur peut, en plus de conduire, utiliser des armes et gadgets[réf. nécessaire].

### Mode solo
Le jeu est divisé en niveaux (ou cartes). Ils sont au nombres de vingt-huit (plus trois bonus à débloquer avec des points et trois niveaux « cinématique ») qui suit un scénario dans lequel le personnage avance dans le temps. Avant chaque niveau, le système propose trois types de difficultés : Espion, Agent et Agent 00, puis à la fin il présente un tableau récapitulatif des scores et propose de réaliser une sauvegarde. Entre deux niveaux, le système peut lancer une cinématique qui fait évoluer l'intrigue[réf. nécessaire].

## Développement
Le moteur de jeu est celui de Need for Speed: Underground du même éditeur[réf. nécessaire].
Le scénario est écrit par Bruce Feirstein (en), Danny Bilson et Paul De Meo (en)[réf. nécessaire].
Bien que le jeu atteint le statut Hits Platinum sur la Xbox, il est l'un des rares titres à ne pas être compatible avec la Xbox 360[réf. nécessaire].

### Bande-son
Une chanson a été réalisée par Mýa pour le jeu. Par ailleurs, Mýa joue le rôle du personnage qui porte son nom. Elle n'a pas continué à assumer ce rôle, et c'est Joss Stone qui a effectué le thème pour le jeu Blood Stone 007[réf. nécessaire].
Les musiques du jeu sont composées par Sean Callery, à partir des pièces musicales de Jeff Tymoschuk. Plus tard en 2006, Electronic Arts a publié les 63 musiques de Sean Callery pour la vente, exclusivement sur Rhapsody[réf. nécessaire].

## Accueil
- Edge : 5/10[3]
- Electronic Gaming Monthly : 8,33/10[4]
- Eurogamer : 6/10[5]
- Famitsu : 34/40 (PS2)[6] - 31/40 (GC)[7] - 25/40 (GBA)[8]
- Game Informer : 8,5/10[9] - 6,25/10 (GBA)[10]
- Game Revolution : B[11]
- Gamekult : 7/10[12] - 6/10 (GBA)[13]
- GamePro : 4,5/5[14] - 4/5 (GBA)[15]
- GameSpot : 8,8/10[16] - 7,1/10 (GBA)[17]
- GameSpy : 4,5/5[18],[19],[20] - 3/5 (GBA)[21]
- GameZone : 9,2/10 (PS2)[22] - 9/10 (GC)[23] - 8,9/10 (XB)[24] - 7/10 (GBA)[25]
- IGN : 8,5/10[26],[27] - 8/10 (GBA)[28]
- Jeuxvideo.com : 15/20[2] - 14/20 (GBA)[29]